# Anton Francesco Biondi
Anton Francesco Biondi (Milano, 1735 – Milano, 1805) è stato un pittore italiano.

## Biografia
Della sua vita si sa molto poco. Pareva fosse stato allievo di Andrea Porta, ma la tesi è ormai unanimemente respinta vista l'impossibilità cronologica: lo è stato, più verosimilmente, del figlio Ferdinando, anch'egli pittore.
Fu pittore di scene sacre e di ritratti. Sue opere sono conservate a Milano presso la Galleria d'arte moderna e presso le raccolte d'arte dell'Ospedale Maggiore, dove sono presenti ben dodici ritratti di benefattori, a testimonianza dell'apprezzamento di cui il Biondi godeva in vita, e dallo stile dapprima settecentesco e, verso il termine del venticinquennio coperto da questa produzione, più tendente al neoclassicismo e allo stile Impero.